# Vaňkův Dub v Žikově
Vaňkův Dub v Žikově je památný strom ve vesnici Žikov severozápadně od Petrovic u Sušice v Plzeňském kraji. Dub letní (Quercus robur L.) roste na jižním okraji dvora hospodářské usedlosti čp. 3 v blízkosti účelové komunikace. Stáří stromu je odhadováno na 230 let, výška je 26 m, šířka koruny 15 m, obvod kmene 355 cm (měřeno 2012). Dub je chráněn od 29. června 2005 jako krajinná dominanta.

## Památné stromy v okolí
- Lípy a jilm u Mlýnského rybníka